# Vugar Gašimov
Vugar Gašimov (Vüqar Həşimov; 24. července 1986, Baku – 10. ledna 2014) byl ázerbájdžánský šachový mezinárodní velmistr.
Vugar Gašimov se stal mezinárodním mistrem roku 1998 a mezinárodním velmistrem roku 2002. Třikrát zvítězil v Mistrovství Ázerbájdžánu v šachu v letech 1995, 1996 a 1998). Čtyřikrát získal stříbrnou medaili na Mistrovství Evropy juniorů v letech 1996, 1998, 1999 a 2000. Roku 2005 zvítězil v Acropolis International Chess Tournament a v letech 2007 a 2008 vyhrál Open International de Cappelle-la-Grande.
Svou zemi Vugar Gašimov reprezentoval v letech 2002 až 2008 čtyřikrát na šachových olympiádách a byl členem mužstva, které na Mistrovství Evropy v Novém Sadu roku 2009 získalo zlatou medaili.
Zemřel v lednu 2014 v důsledku mozkového nádoru.